# レネ・ピント (野球)
レネ・ラファエル・ピント・エスコバー（René Rafael Pinto Escobar, 1996年11月2日 - ）は、 ベネズエラのアラグア州マラカイ出身のプロ野球選手（捕手）。右投右打。MLBのアリゾナ・ダイヤモンドバックス所属。

## 経歴
2013年10月にアマチュア・フリーエージェントでタンパベイ・レイズと契約してプロ入り。 
2014年に傘下のルーキー級ベネズエラン・サマーリーグ・レイズでプロデビューし、40試合に出場して打率.264、1本塁打、11打点、4盗塁を記録した。
2015年もルーキー級ベネズエラン・サマーリーグ・レイズでプレーし、51試合に出場して打率.323、6本塁打、38打点、5盗塁を記録した。
2016年はルーキー級ガルフ・コーストリーグ・レイズとアパラチアンリーグのルーキー級プリンストン・レイズでプレーし、2球団合計で40試合に出場して打率.262、8本塁打、28打点を記録した。
2017年はルーキー級ガルフ・コーストリーグ・レイズとA級ボーリンググリーン・ホットロッズでプレーし、2球団合計で 74試合に出場して打率.290、3本塁打、39打点、4盗塁を記録した。
2018年はA+級シャーロット・ストーンクラブズでプレーし、72試合に出場して打率.301、1本塁打、38打点、1盗塁を記録した。
2019年はAA級モンゴメリー・ビスケッツでプレーし、77試合に出場して打率.235、5本塁打、30打点、1盗塁を記録した。
2020年はCOVID-19の影響でマイナーリーグの試合が開催されず、公式戦の出場は無かった。
2021年はAA級モンゴメリーとAAA級ダーラム・ブルズでプレーし、2球団合計で93試合に出場して打率.274、20本塁打、60打点、4盗塁を記録した。オフの11月7日にはルール・ファイブ・ドラフトでの流出を防ぐために40人枠入りした。
この年のオフにはドミニカに派遣され、同国のウィンターリーグであるリーガ・デ・ベイスボル・プロフェシオナル・デ・ラ・レプブリカ・ドミニカーナ（LIDOM）に初参加。レオネス・デル・エスコヒードに所属した。
2022年はAAA級ダーラムで開幕を迎えた。4月22日にメジャー初昇格すると、メジャーデビューとなった26日のシアトル・マリナーズ戦では途中から捕手として出場し、7回裏にマット・クックからメジャー初安打となる本塁打を放った。この年メジャーでは25試合に出場して打率.213、2本塁打、10打点を記録した。
同年のオフには2年連続でドミニカに派遣され、LIDOMに参加。この年もエスコヒードに所属した。
2023年は開幕からマイナーで過ごすも、メジャー昇格した7月19日以降はクリスチャン・ベタンコートと併用されるパターンでメジャーに帯同した。最終的には38試合に出場して打率.252、6本塁打、16打点、OPS.723を記録した。
この年のオフに今度はベネズエラに派遣され、同国のウィンターリーグであるリーガ・ベネソラーナ・デ・ベイスボル・プロフェシオナル（LVBP）に参加。メジャーデビュー前の2016年以来となるナベガンテス・デル・マガジャネスに所属した。
2024年は最終的に19試合の出場に終わり、打率.214、2本塁打、6打点、OPS.721と、前年より成績を落とした。
なお、この年のオフには2年連続、メジャーデビュー前も含めると通算4度目となるベネズエラのウィンターリーグに参加。当初は2年連続でマガジャネスに所属していたが、11月1日にトレードでレオネス・デル・カラカスに移籍した。

### レイズ退団後
2024年11月4日にウェイバー公示を経てタデウス・ウォードとともにボルチモア・オリオールズに移籍したが、翌2025年1月3日にチャーリー・モートンを獲得したことに伴って、DFAとなった。

### ダイヤモンドバックス時代
2025年1月10日にウェイバー公示を経てアリゾナ・ダイヤモンドバックスへ移籍した。

## 詳細情報

### 年度別打撃成績
| 年 度    | 球 団    | 試 合 | 打 席 | 打 数 | 得 点 | 安 打 | 二 塁 打 | 三 塁 打 | 本 塁 打 | 塁 打 | 打 点 | 盗 塁 | 盗 塁 死 | 犠 打 | 犠 飛 | 四 球 | 敬 遠 | 死 球 | 三 振 | 併 殺 打 | 打 率 | 出 塁 率 | 長 打 率 | O P S |
| -------- | -------- | ----- | ----- | ----- | ----- | ----- | -------- | -------- | -------- | ----- | ----- | ----- | -------- | ----- | ----- | ----- | ----- | ----- | ----- | -------- | ----- | -------- | -------- | ----- |
| 2022     | TB       | 25    | 83    | 80    | 5     | 17    | 3        | 0        | 2        | 26    | 10    | 0     | 0        | 0     | 0     | 2     | 0     | 1     | 35    | 3        | .213  | .241     | .325     | .566  |
| 2023     | TB       | 38    | 105   | 103   | 10    | 26    | 3        | 0        | 6        | 47    | 16    | 0     | 0        | 0     | 0     | 2     | 0     | 0     | 34    | 2        | .252  | .267     | .456     | .723  |
| 2024     | TB       | 19    | 49    | 42    | 5     | 9     | 3        | 0        | 2        | 18    | 6     | 0     | 0        | 1     | 1     | 4     | 0     | 1     | 18    | 0        | .214  | .292     | .429     | .721  |
| MLB：3年 | MLB：3年 | 83    | 237   | 225   | 20    | 52    | 9        | 0        | 10       | 91    | 32    | 0     | 0        | 1     | 1     | 8     | 0     | 2     | 87    | 5        | .231  | .263     | .404     | .667  |

- 2024年度シーズン終了時

### MLBポストシーズン打撃成績
| 年 度     | 球 団     | シ リ ｜ ズ | 試 合 | 打 席 | 打 数 | 得 点 | 安 打 | 二 塁 打 | 三 塁 打 | 本 塁 打 | 塁 打 | 打 点 | 盗 塁 | 盗 塁 死 | 犠 打 | 犠 飛 | 四 球 | 敬 遠 | 死 球 | 三 振 | 併 殺 打 | 打 率 | 出 塁 率 | 長 打 率 |
| --------- | --------- | ----------- | ----- | ----- | ----- | ----- | ----- | -------- | -------- | -------- | ----- | ----- | ----- | -------- | ----- | ----- | ----- | ----- | ----- | ----- | -------- | ----- | -------- | -------- |
| 2023      | TB        | ALWC        | 2     | 5     | 5     | 0     | 0     | 0        | 0        | 0        | 0     | 0     | 0     | 0        | 0     | 0     | 0     | 0     | 0     | 4     | 0        | .000  | .000     | .000     |
| 出場：1回 | 出場：1回 | 出場：1回   | 2     | 5     | 5     | 0     | 0     | 0        | 0        | 0        | 0     | 0     | 0     | 0        | 0     | 0     | 0     | 0     | 0     | 4     | 0        | .000  | .000     | .000     |

- 2024年度シーズン終了時

### 年度別投手成績
| 年 度    | 球 団    | 登 板 | 先 発 | 完 投 | 完 封 | 無 四 球 | 勝 利 | 敗 戦 | セ 丨 ブ | ホ 丨 ル ド | 勝 率 | 打 者 | 投 球 回 | 被 安 打 | 被 本 塁 打 | 与 四 球 | 敬 遠 | 与 死 球 | 奪 三 振 | 暴 投 | ボ 丨 ク | 失 点 | 自 責 点 | 防 御 率 | W H I P |
| -------- | -------- | ----- | ----- | ----- | ----- | -------- | ----- | ----- | -------- | ----------- | ----- | ----- | -------- | -------- | ----------- | -------- | ----- | -------- | -------- | ----- | -------- | ----- | -------- | -------- | ------- |
| 2023     | TB       | 1     | 0     | 0     | 0     | 0        | 0     | 0     | 0        | 0           | ----  | 8     | 1.0      | 5        | 3           | 0        | 0     | 0        | 0        | 0     | 0        | 5     | 5        | 45.00    | 5.00    |
| MLB：1年 | MLB：1年 | 1     | 0     | 0     | 0     | 0        | 0     | 0     | 0        | 0           | ----  | 8     | 1.0      | 5        | 3           | 0        | 0     | 0        | 0        | 0     | 0        | 5     | 5        | 45.00    | 5.00    |

- 2024年度シーズン終了時

### 年度別守備成績
投手守備
| 年 度 | 球 団 | 投手（P） | 投手（P） | 投手（P） | 投手（P） | 投手（P） | 投手（P） |
| 年 度 | 球 団 | 試 合     | 刺 殺     | 補 殺     | 失 策     | 併 殺     | 守 備 率  |
| ----- | ----- | --------- | --------- | --------- | --------- | --------- | --------- |
| 2023  | TB    | 1         | 0         | 0         | 0         | 0         | ----      |
| MLB   | MLB   | 1         | 0         | 0         | 0         | 0         | ----      |

捕手守備
| 年 度 | 球 団 | 捕手（C） | 捕手（C） | 捕手（C） | 捕手（C） | 捕手（C） | 捕手（C） | 捕手（C） | 捕手（C） | 捕手（C） | 捕手（C） | 捕手（C） |
| 年 度 | 球 団 | 試 合     | 刺 殺     | 補 殺     | 失 策     | 併 殺     | 守 備 率  | 捕 逸     | 企 図 数  | 許 盗 塁  | 盗 塁 刺  | 阻 止 率  |
| ----- | ----- | --------- | --------- | --------- | --------- | --------- | --------- | --------- | --------- | --------- | --------- | --------- |
| 2022  | TB    | 25        | 215       | 3         | 3         | 0         | .986      | 1         | 14        | 13        | 1         | .071      |
| 2023  | TB    | 38        | 285       | 16        | 1         | 0         | .997      | 5         | 22        | 19        | 3         | .136      |
| 2024  | TB    | 19        | 126       | 2         | 1         | 0         | .992      | 1         | 19        | 18        | 1         | .053      |
| MLB   | MLB   | 82        | 626       | 21        | 5         | 0         | .992      | 7         | 55        | 50        | 5         | .091      |

- 2024年度シーズン終了時

### 背番号
- 50（2022年 - 2024年）